# Franciszek Paulik
Franciszek Daniel Paulik (ur. 13 sierpnia 1866 w Čimelicach, zm. 1940 we Lwowie) – pułkownik cesarskiej i królewskiej armii, dowódca 8 pułku piechoty Legionów w wojnie polsko-ukraińskiej 1918-1919 oraz w wojnie polsko-bolszewickiej, tytularny generał dywizji Wojska Polskiego, ofiara zbrodni katyńskiej.

## Życiorys
Był synem Wincentego i Marii z Jansonów. Uczęszczał do jednego z praskich gimnazjów, w latach 1881–1885 kształcił się w tamtejszym Korpusie Kadetów i w 1885 wstąpił jako kadet do armii austriackiej. W 1888 awansowany został na podporucznika, w 1912 na kapitana. Od 1914 uczestniczył w walkach I wojny światowej, dowodząc początkowo baonem, a od 1915 roku 19 pułkiem strzelców Lwowskich. W stopniu podpułkownika w 1916 otrzymał od zwierzchnictwa najwyższe pochwalne uznanie za swoją służbę.
W listopadzie tegoż roku przeszedł do Wojska Polskiego. Do lutego 1919 był dowódcą rezerwy oficerskiej we Lwowie, następnie dowodził Grupą Operacyjną w Grupie pułkownika Sikorskiego w Małopolsce Wschodniej i walczył w obronie Lwowa. W maju 1919 został dowódcą 8 pułku piechoty Legionów i VI Brygady Piechoty Legionów. W czasie walk nad Dźwiną w październiku 1919 postawa Paulika, który poderwał do ponownego ataku cofające się pod naporem przeciwnika oddziały 9 pułku piechoty Legionów, zapobiegła okrążeniu jego żołnierzy; za czyn ten odznaczony został Krzyżem Orderu Virtuti Militari V klasy.
Od kwietnia 1920 do września 1921 dowodził 13 Dywizją Piechoty (m.in. w czasie operacji kijowskiej). 8 sierpnia 1920 zatwierdzony został w stopniu generała podporucznika z dniem 1 kwietnia tego roku. We wrześniu 1921 objął dowództwo 24 Dywizji Piechoty w Jarosławiu. 3 maja 1922 zweryfikowany został w stopniu generała brygady ze starszeństwem z dniem 1 czerwca 1919. W lipcu 1924 mianowany został zastępcą dowódcy Okręgu Korpusu Nr IV w Łodzi.
31 października 1925 został mianowany przez Prezydenta RP generałem dywizji, wyłącznie z prawem do tytułu, z dniem przeniesienia w stan spoczynku, tj. 30 listopada 1925.
W 1921 stał się właścicielem majątku w Wielopolu koło Zagórza i tam zamieszkał wraz z rodziną. Generał źle się jednak czuł na wsi. W 1928 roku odsprzedał posiadłość Władysławowi Łepkowskiemu z Żeglec, a sam zamieszkał we Lwowie. Na przełomie lat 20. i 30. został konsulem honorowym Republiki Peru na obszar województw lwowskiego, stanisławowskiego i tarnopolskiego z siedzibą we Lwowie.
Po wybuchu II wojny światowej i agresji ZSRR na Polskę 17 września 1939 na tereny wschodnie II Rzeczypospolitej został aresztowany przez Sowietów w listopadzie 1939. Był osadzony w więzieniu na Brygidkach we Lwowie. Jego nazwisko znalazło się na tzw. Ukraińskiej Liście Katyńskiej opublikowanej w 1994 (został wymieniony na liście wywózkowej 55/2-98 oznaczony numerem 2235). Został pochowany na otwartym w 2012 Polskim Cmentarzu Wojennym w Kijowie-Bykowni.

## Ordery i odznaczenia
- Krzyż Srebrny Orderu Wojskowego Virtuti Militari nr 4871[6] (1921)[7]
- Krzyż Walecznych[6]

austro-węgierskie
- Krzyż Kawalerski Orderu Leopolda z Mieczami
- Order Korony Żelaznej III klasy z Mieczami
- Krzyż Zasługi Wojskowej III klasy z Mieczami
- srebrny Medal Signum Laudis na wstążce Krzyża Zasługi Wojskowej z mieczami
- brązowy Medal Signum Laudis na wstążce Krzyża Zasługi Wojskowej z mieczami
- brązowy Medal Signum Laudis na czerwonej wstążce
- Odznaka za Służbę dla Oficerów III klasy
- Krzyż Jubileuszowy Wojskowy

## Życie prywatne
Jego pierwszą żoną była Zofia Winiarz (zm. 18 marca 1911), a drugą żoną została Wanda Winiarz, z którą ożenił się we Lwowie w listopadzie 1912. Miał czworo dzieci: synów Romana (ur. 1898), Adama (ur. 1914), Juliusza (ur. 1917) oraz córkę Jadwigę (ur. 1901). Potomkowie generała Paulika zamieszkali w Poznaniu.